# Rhytidoponera laticeps
Rhytidoponera laticeps é uma espécie de formiga do gênero Rhytidoponera.